# Karen Barad
Philosophe spécialiste de physique quantique, Karen Barad (qui naît le 29 avril 1956 aux États-Unis) est Distinguished Professor au département d'études féministes de l'Université de Californie à Santa Cruz.
Ses travaux, au croisement de la théorie quantique des champs et de l'épistémologie, se situent dans les courants du « post-humanisme » et des « nouveaux matérialismes ».
Les contributions de Karen Barad, reprises dans les champs des sciences humaines, des humanités environnementales et des études en science, incluent des concepts tels que « intra-action », « réalisme agentiel », «onto-épistémologie » et « espacetempsmatérialisation ».

## Biographie
En 1984, Karen Barad obtient son doctorat en physique théorique des particules et en théorie quantique des champs à l'Université Stony Brook, dans l'État de New York. Ses premiers travaux, réalisés au sein de différents départements de physique, portent sur les méthodes de calcul impliquées dans la quantification des propriétés des quarks et des fermions dans le cadre de la théorie de jauge sur réseau.
Rapidement, Barad étend son travail en physique quantique des champs à d'autres champs disciplinaires, y compris : l'épistémologie, l'ontologie, la philosophie de la physique, les études culturelles de la science, les études de science féministes, la théorie féministe, la philosophie continentale du vingtième siècle, le matérialisme, la déconstruction, le post-structuralisme, le post-humanisme, la science et la justice, l'éthique, la théorie queer et trans.
Son premier livre Meeting the Universe Halfway: Quantum Physics and the Entanglement of Matter and Meaning [À la rencontre de l'univers. La physique quantique et l'enchevêtrement de la matière et de la signification] est paru en 2007 chez Duke University Press. À la suite de quoi, de nombreux articles dans les domaines de la physique, de la philosophie, des études scientifiques, de la théorie post-structuraliste et de la théorie féministe contribuent à populariser ses travaux, au point d'en faire une référence parmi les 3% les plus citées au monde.
Karen Barad est Distinguished Professor au département d'études féministes de l'Université de Californie à Santa Cruz (avec une affiliation aux départements de philosophie, d'histoire de la conscience et d'études critiques de la race). Ses recherches ont été soutenues par la National Science Foundation, la Fondation Ford, la Fondation Hughes, la Fondation Irvine, la Fondation Mellon et la Fondation nationale pour les sciences humaines. Barad codirige le programme de formation professionnelle pour jeunes diplômés « Science et Justice » à UCSC.
Karen Barad se présente comme une personne non-binaire et recommande l'utilisation des pronoms they/them (qu'on peut traduire par « iel » en français) à son propos.

## Réalisme agentiel
Le réalisme agentiel introduit par Karen Barad reconceptualise les modalités par lesquelles les objets et les connaissances sont examinés et créés dans le champ des activités scientifiques.
Selon la théorie du réalisme agentiel de Barad, le monde est composé de phénomènes qui sont « l'inséparable ontologie d'agencements intra-actifs ». Le mot « intra-action » est un néologisme introduit par Barad en contraste avec le concept plus commun d'inter-action, qui présuppose l'existence des éléments avant leur rencontre. L' « intra-action » représente un profond tournant conceptuel dans l'ontologie naturaliste, qui définit les êtres par leurs capacités à l'autonomie et à la séparation. Dans l'ontoépistémologie de Barad, au contraire, les choses et les objets ne précèdent pas leurs relations, et il serait plus juste de dire que ce que la perception humaine peut considérer  comme des objets indépendants n'est en réalité qu'un enchevêtrement d'« espacetempsmatérialisation ».
Du point de vue du réalisme agentiel, la matière est inséparablement un matériau discursif, c'est-à-dire que les manières que nous avons de la connaître et la décrire ne sont pas séparables de ses manières d'exister. C'est là un des points communs entre le réalisme agentiel et les nouveaux matérialismes : pour Barad, la matière est active, réactive, vivante, articulée ; l’espace, le temps, la matière et la signification ne préexistent pas mais sont reconfigurés dans leurs intra-actions.
Karen Barad prolonge et révise les positions philosophiques du physicien Niels Bohr, un des fondateurs de la physique quantique. Le réalisme agentiel de Karen Barad est à la fois une épistémologie (théorie de la connaissance), une ontologie (théorie de l'être), et une éthique. Barad utilise le terme d'onto-épistémologie.
Dans le réalisme agentiel de Barad, le monde est fait d'enchevêtrements d’organismes «sociaux» et «naturels», où la distinction entre chacun émerge d’intra-actions spécifiques. L’intra-activité est un dynamisme qui configure et reconfigure les relations de l'espace-temps-matière. En expliquant l’intra-activité, Barad révèle des questions sur la façon dont la nature et la culture interagissent et évoluent dans le temps et reformule leur compréhension dans leurs «interrelations». Ainsi, Barad prête une attention particulière à la pratique responsable de la science et met l'accent sur les changements dans la compréhension des pratiques politiques, retravaillant de manière singulière la théorie de la performativité de Judith Butler. Karen Barad déconstruit la physique dans le but de reconfigurer la science en relation à la justice. Enfin, elle utilise le réalisme agentiel pour produire une nouvelle interprétation de la physique quantique. Le réalisme agentiel est bien plus qu'un moyen de réflexion sur la science, il peut être utilisé pour lui-même faire de la science.
La plupart des recherches universitaires de Karen Barad traitent du concept de réalisme agentiel. Ses théories ont pris leur essor dans de nombreux champs académiques incluant : l'étude des sciences, les STS (Sciences, technologies et société), la technoscience féministe, la philosophie des sciences, la théorie féministe et la physique. En plus des recherches de Bohr, son travail tisse de nouveaux liens avec les travaux de Michel Foucault et de Judith Butler concernant la matérialité de la pratique du discours comme Barad le démontre dans son article Getting Real: Technoscientific Practices and the Materialization of Reality paru dans le journal féministe Differencies en 1998.
Meeting the Universe Halfway (2007) est une découverte originale en physique théorique largement méconnue des écrits habituellement catégorisés dans l"études des genres ou la « théorie culturelle ». Dans ce livre, Karen Barad réfute que le réalisme agentiel est un outil d'analyse et un moyen d'approcher et de comprendre plusieurs champs des connaissances comme la politique ou l'éthique.
Les recherches de Karen Barad sur les différents points cités comme la science, l'éthique ou la connaissance révèlent des similitudes avec d'autres études scientifiques universitaires tels que Bruno Latour, Donna Haraway, Andrew Pickering, et Evelyn Fox Keller.

### En français

#### Livres
- Meeting the Universe Halfway: Quantum Physics and the Entanglement of Matter and Meaning, Durham, North Carolina, Duke University Press, 2007  (ISBN 9780822339175) ; À la rencontre de l'univers. La physique quantique et l’enchevêtrement matière-signification, trad. Denis Petit, L'Unebévue, 2020-2023  (ISBN 978-2-914596-65-7) [lire en ligne (page consultée le 24 février 2024)]
- Frankenstein, la grenouille et l'électron, trad. Luigi Balice et Christophe Degoutin, Le Pré Saint Gervais, Asinamali, 2023  (ISBN 978-2-9553822-9-5). [lire en ligne (page consultée le 24 février 2024)]

##### Articles
- « TransMatérialités. Trans*/matière/réalités et imaginaires politiques queers », trad. Mona Gérardin-Laverge et Emma Bigé, Multitudes, #82, 2021 [lire en ligne (page consultée le 24 février 2024)]
- « La grandeur de l’infinitésimal. Nuages de champignons, écologies du néant, et topologies étranges de l’espacetempsmatérialisant », trad. Frédéric Neyrat, Multitudes, #65, 2015 [lire en ligne (page consultée le 24 février 2024)]

### En anglais

#### Chapitres
- (1997), "Meeting the universe halfway: realism and social constructivism without contradiction", in Nelson, Lynn Hankinson; Nelson, Jack (eds.), Feminism, science, and the philosophy of science, Dordrecht Boston: Kluwer Academic Publishers, pp. 161–194,  (ISBN 9780792346111).
- (1999), "Agential realism: feminist interventions in understanding scientific practices (1998)", in Biagioli, Mario (ed.), The science studies reader, New York, New York: Routledge, pp. 1–11,  (ISBN 9780415918688).
- (2000), "Reconceiving scientific literacy as agential literacy, or learning how to intra-act responsibly within the world", in Traweek, Sharon; Reid, Roddey (eds.), Doing science + culture, New York: Routledge, pp. 221–258,  (ISBN 9780415921121).
- (2001), "Re(con)figuring space, time, and matter", in DeKoven, Marianne (ed.), Feminist locations: global and local, theory and practice, New Brunswick, New Jersey: Rutgers University Press, pp. 75–109,  (ISBN 9780813529233).
- (2008), "Schrödinger's cat", in Smelik, Anneke; Lykke, Nina (eds.), Bits of life: feminism at the intersections of media, bioscience, and technology, Seattle: University of Washington Press, pp. 165–176,  (ISBN 9780295988092).
- (2008), "Queer causation and the ethics of mattering", in Giffney, Noreen; Hird, Myra J. (eds.), Queering the non/human, Aldershot, Hampshire, England Burlington, Vermont: Ashgate, pp. 311–338,  (ISBN 9780754671282).
- (2012), "Was ist das Maß des Nichts? Unendlichkeit, Virtualität, Gerechtigkeit [What is the measure of nothingness? Infinity, virtuality, justice] (book number 099)", in Arnheim, Rudolf (ed.), dOCUMENTA (13) 100 Notizen – 100 Gedanken [dOCUMENTA (13) 100 notes – 100 thoughts] (in German and English), Ostfildern: Hatje Cantz,  (ISBN 9783775731294)
- (2013), "Diffraktionen: Differenzen, Kontingenzen und Verschränkungen von Gewicht [Diffraction: differences, contingencies and entanglement of weight]", in Bath, Corinna; Meißner, Hanna; Trinkhaus, Stephan; Völker, Susanne (eds.), Geschlechter Interferenzen Wissensformen - Subjektivierungsweisen - Materialisierungen (en allemand), Berlin / Münster: Lit Verlag, pp. 27–68,  (ISBN 9783643109040).
- (2017), "No Small Matter: Mushroom Clouds, Ecologies of Nothingness, and Strange Topologies of Spacetimemattering", in Bubandt, Nils; Gan, Elaine; Swanson, Heather; Tsing, Anna (eds.), Arts of Living on a Damaged Planet: Ghosts and Monsters of the Anthropocene, Minneapolis, Minnesota, United States: University of Minnesota Press, pp. G103–G120,  (ISBN 9781517902377).

#### Articles
- (1998). "Getting real: technoscientific practices and the materialization of reality". differences: A Journal of Feminist Cultural Studies. 10 (2): 87–128. OCLC 95847344. Abstract.
- (Spring 2003). "Posthumanist performativity: toward an understanding of how matter comes to matter". Signs. 28 (3): 801–831. doi:10.1086/345321. S2CID 16424758. Reprinted in various anthologies.
- (November 2010). "Quantum entanglements and hauntological relations of inheritance: dis/continuities, spacetime enfoldings, and justice-to-come". Derrida Today. 3 (2): 240–268. CiteSeerX 10.1.1.463.6560. doi:10.3366/drt.2010.0206. S2CID 145491659.
- (2012). "On touching – the inhuman that therefore I am". differences: A Journal of Feminist Cultural Studies. 23 (3): 206–223. doi:10.1215/10407391-1892943.
- (2012). "Nature's queer performativity". Kvinder, Køn & Forskning. 1–2: 25–53.
- (2014). "Diffracting Diffraction: Cutting Together-Apart". Parallax. 20 (3): 168–187. doi:10.1080/13534645.2014.927623. ISSN 1353-4645. S2CID 145798180.
- (2017). "Troubling time/s and ecologies of nothingness: re-turning, re-membering, and facing the incalculable". New Formations. 92 (92): 56–86. doi:10.3898/NEWF:92.05.2017. S2CID 158674638.
- (2019). "After the End of the World: Entangled Nuclear Colonialisms, Matters of Force, and the Material Force of Justice". Theory & Event. 22 (3): 524–550. ISSN 1092-311X.